# Sony Ericsson C901

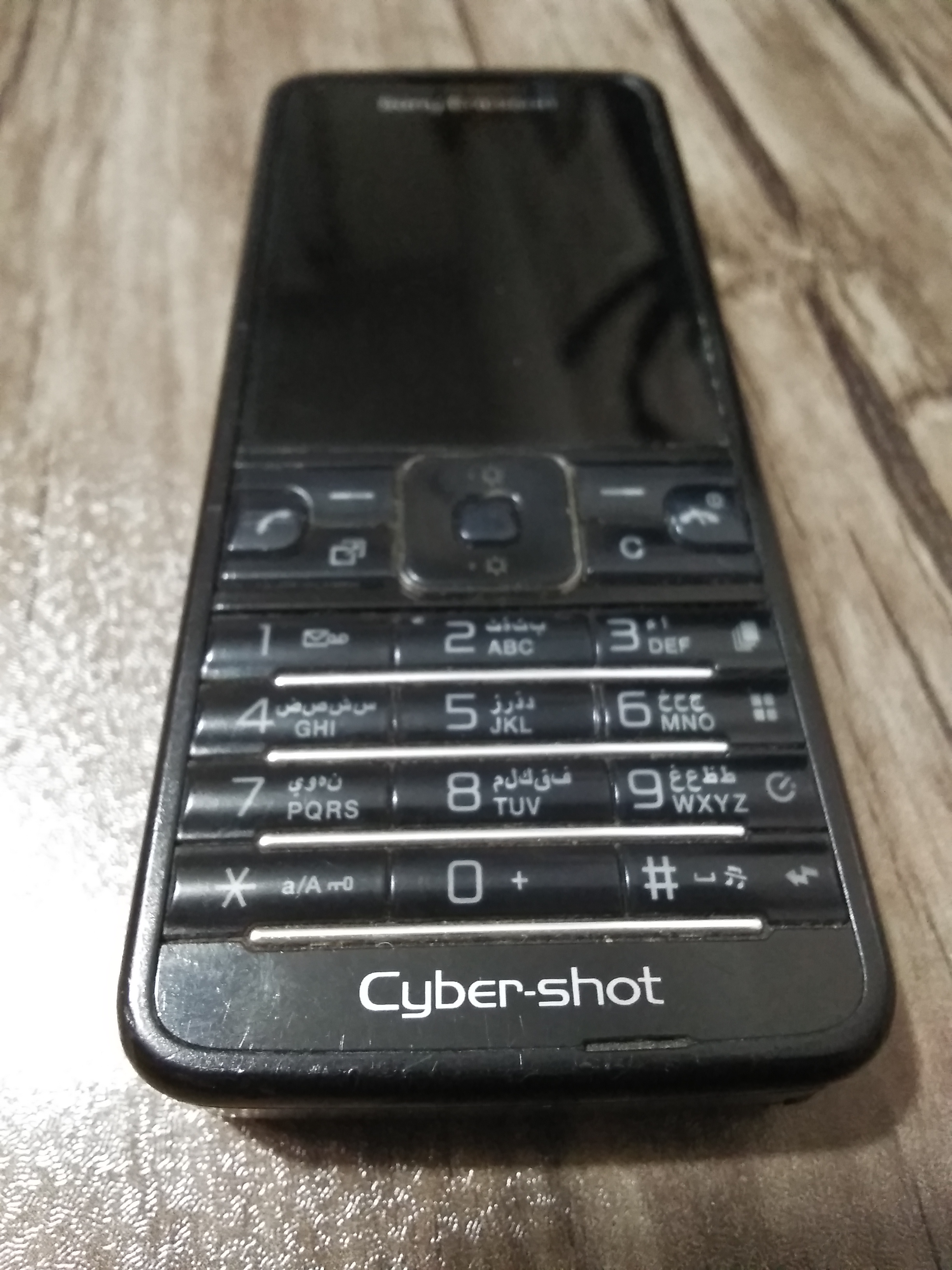
Sony Ericsson C901

Sony Ericsson C901 是 GreenHeart 系列的第一支環保手機，屬cyber-shot系列。

## 特色
- 機體採用回收塑料製作，並使用水性噴漆塗料。
- 內建 WalkMate 應用程式。
- 音樂播放器內建等化器、Mega Bass
- GSM 850/900/1800/1900、UMTS 900/2100
- 500 萬畫素相機
- Xenon 氙氣閃燈
- RDS FM 收音機
- 可擴充 M2 記憶卡
- 內建藍牙 2.0